# Nanumea (wyspa)
Nanumea – wyspa położona na Oceanie Spokojnym, w archipelagu Tuvalu, w północno-wschodniej części atolu o takiej samej nazwie – Nanumea.

Wyspa jest największą wyspą atolu. Na jej powierzchni zlokalizowana jest osada. Wybudowany w latach 1931-1937 kościół posiada wieżę, która uważana jest za jedną z najwyższych w południowej części Oceanu Spokojnego. W 1943 kościół został częściowo zniszczony przez japońską bombę.
W 1943 wojska amerykańskie zbudowały na wyspie lotnisko. Lotnisko jest współcześnie używane jako niekomercyjne, do lokalnego transportu.